# Émile Hincker
Pour les articles homonymes, voir Hincker.
Émile Hincker, né le 14 mars 1920 à Strasbourg et mort le 10 juillet 1996 dans cette même ville, est un médecin et résistant français pendant la Seconde Guerre mondiale. Il est connu pour être un des fondateurs du Front de la jeunesse alsacienne un groupe de résistants en Alsace annexée de fait.

## Biographie
Émile Germain Hincker est le fils d'un géomètre et d'une secrétaire. Il est élevé à Schiltigheim et scolarisé au collège épiscopal Saint-Étienne. Il commence sa formation de médecin à l'université de Strasbourg repliée à Clermont-Ferrand. 
Le 8 juin 1940, il est mobilisé à la 18e section d'infirmiers militaires à Bordeaux où il est démobilisé le 15 décembre 1940 puis est affecté au Chantier de la jeunesse française à Rochefort Montagne.
Il revient à Strasbourg pour reprendre ses études, mais l'université de la ville est restée à Clermont-Ferrand et  les autorités du Troisième Reich obligent les étudiants à aller dans les universités allemandes de Fribourg-en-Brisgau, Tubingen ou Heidelberg, pour pouvoir continuer leurs études. 

### Dans la Résistance
À son retour, il retrouve ses amis d'enfance Alphonse Adam et Robert Kieffer, tous deux étudiants.
En janvier 1941, Émile Hincker rejoint Robert Kieffer à l'université d'Heidelberg et y passe sa deuxième année de médecine. Il a aussi pour mission d'analyser le moral de la centaine d'étudiants alsaciens qui y étudient et identifier ceux qui représentent un danger. Il constate que depuis l'annexion de fait de l'Alsace, un important mouvement de résistance prend naissance parmi les étudiants catholiques de l'université,,,.
En avril 1941, il adhère au réseau Hector et en juin, il participe avec ses amis Alphonse Adam et Robert Kieffer à la création de l'organisation clandestine  Front de la Jeunesse alsacienne (FJA) qui se fixe comme but de s'opposer à la germanisation et à la nazification de l'Alsace annexée de fait,,. 
L'action du groupe démarre vraiment avec la création de la « Reichuniversität Strassburg », gérée par le parti national-socialiste,  le 23 novembre 1941. Il aide, dans un premier temps, les prisonniers de guerre (PG) français et alliés évadés, les jeunes alsaciens voulant échapper à l'incorporation de force dans le Reichsarbeitsdienst (RAD)  et dans la Wehrmacht. Il distribue, entre autres, des tracts appelants à la Résistance,.  
Début 1943, à la suite d'une dénonciation, le FJA est démantelé par les Allemands. Le 19 janvier 1943, Émile Hincker est arrêté dans l'amphithéâtre de la clinique médicale B de l'hôpital civil de Strasbourg. Il est conduit au siège de la Gestapo de Strasbourg, rue Sellenick, où il est interrogé pendant deux jours par les inspecteurs Stasik et Koeberle. Le 21 janvier, il est transféré au camp de sûreté de Vorbruck-Schirmeck où il est mis à l'isolement et subit des interrogatoires musclés. Le 10 février 1943, il est interné à la prison de Bühl où les interrogatoires continuent.  
Le 5 juillet 1943, les membres du FJA sont conduits à la prison, rue du fil à Strasbourg en vue de leur comparution, le 6, devant le Volksgerichshof présidé par Roland Freisler.  
Aux yeux des nazis, les Alsaciens étant des Allemands, la haute trahison est retenue par le tribunal, qui prononce, le 8 juillet 1943, 6 condamnations à mort et 18 condamnations de trois à dix ans de détention. À la suite de manifestations patriotiques à Strasbourg, par représailles, les condamnés à mort (dont Alphonse Adam et Robert Kieffer) sont exécutés le 15 juillet,.  
Émile Hincker est condamné à une peine de six années de travaux forcés. Le 20 août 1943, il est déporté à la prison centrale de Ludwigsburg puis le 22 novembre 1943 à la forteresse d'Hohenasperg à Asperg,.       
Dans ce centre pénitentiaire, Émile Hincker est chargé de soigner, sous la surveillance d'un médecin-chef allemand lui-même condamné à une lourde peine avant la guerre, les déportés tuberculeux. Mais, manquant de moyens, il ne peut rien faire pour certains d'entre eux.       
Apprenant par des gardiens l'arrivée des Alliés, il organise la libération de la forteresse. Il fait fabriquer et hisser un drapeau français qui attire l'attention des soldats du 152e régiment d'infanterie. La forteresse est libérée le 21 avril 1945, mais il reste pour organiser le rapatriement des malades de son service.      
Le 21 avril 1946, il est démobilisé après un congé de maladie pour se remettre de ses séquelles de sa déportation.

### Après-guerre
Émile Hincker reprend et termine ses études de médecine et occupe un poste de médecin du travail dans les entreprises Japy à Montbéliard. En 1951, il revient à Strasbourg et où il occupe la même fonction jusqu'à sa retraite aux Tanneries de France - Coope et Grands Moulins.       
Jusq'à son décès, il reste très actif dans le milieu des anciens combattants qui le surnomment le « Toubib ».       

## Distinctions
Il est reconnu « Déporté Résistant ».
- Chevalier de la Légion d'honneur (8 mai 1966) ;
- Croix de guerre 1939-1945 ;
- Médaille de la Résistance française par décret du 15 juin 1946[8] ;
- Croix du combattant volontaire (4 septembre 1967) ;
- Croix du combattant volontaire de la Résistance
- Médaille de la déportation pour faits de Résistance de par son statut de « déporté résistant » ;